# Vijia
| heute:                    | heute:                           | heute: |
| Schiffsdaten              | Schiffsdaten                     |        |
| ------------------------- | -------------------------------- | ------ |
| Name                      | Vijia                            |        |
| Stapellauf (Schiffstaufe) | um 1600                          |        |
| Besatzung                 | 40 Mann                          |        |
| Technische Daten          |                                  |        |
| Typ                       | Viermast-Lateinersegel-Karavelle |        |
| Länge über alles          | 32,06 m                          |        |
| Breite                    | 6,50 m                           |        |
| Tiefgang                  | 3,70 m                           |        |

## Geschichte
Die Vijia ist ein Schiff, das fast 50 Jahre für Seefahrten benutzt wurde. Sie war die letzte Karavelle bzw. das letzte Schiff mit dieser Bauartbezeichnung, das den Atlantischen Ozean querte. Im Jahr 1618 wurde es vom spanischen Entdecker Bartolomé García de Nodal benutzt, um von Lissabon aus in Richtung Magellanstraße zu fahren. Hier wurden von ihm und seinem Bruder Gonzalo García de Nodal, der mit einem Schwesterschiff stets in Sichtweite fuhr, im Jahr 1619 die Diego-Ramírez-Inseln entdeckt.

## Aufbau
Die Vijia ist eine Viermast-Karavelle. Der Fockmast war mit zwei Rahsegeln, die restlichen Masten mit jeweils einem Lateinersegeln versehen. Das Schiff hatte eine Verdrängung von 126 t.